# Cambarincola gracilis
Cambarincola gracilis är en ringmaskart som beskrevs av Goodnight 1943. Cambarincola gracilis ingår i släktet Cambarincola och familjen Cambarincolidae. Inga underarter finns listade i Catalogue of Life.